# Gesamtkunstwerk

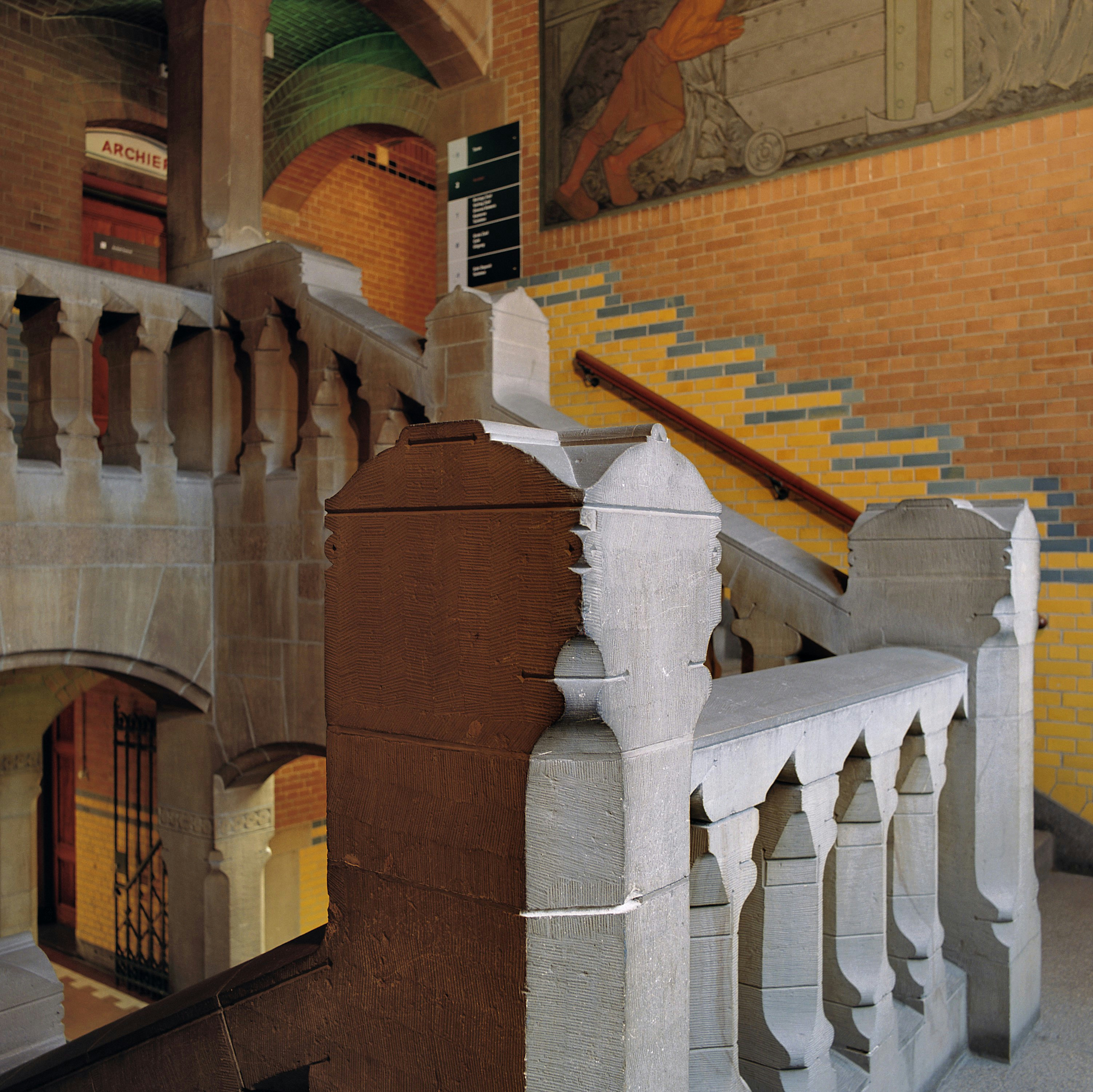
Beurs van Berlage, trappenhuis

Een gesamtkunstwerk is een ideaal samenspel van alle kunsten. Deze opvatting over het kunstwerk ontstond in de romantiek. Het begrip werd wellicht voor het eerst gebruikt door de schrijver, theoloog en filosoof Eusebius Trahndorff in zijn werk Ästhetik oder Lehre von der Weltanschauung und Kunst (1827). De term duikt in 1849 opnieuw op in Richard Wagners boek Die Kunst und die Revolution, waar hij de term gebruikt in zijn bespreking van de Griekse tragedie. Later zal hij met de term verwijzen naar de opera waarin de verschillende kunsten, dichtkunst, muziek, architectuur, dans,... zich verenigen en aanvullen.

## Het gesamtkunstwerk in de architectuur
Met het gesamtkunstwerk wil de architect van zijn creatie één geheel maken.
Hij/zij ontwierp dus ook de meubelen, het tafelzilver en het behang, tot soms zelfs de kledij van de bewoners van het gebouw (zie bijvoorbeeld Henry Van de Velde).
Door dit te doen trachtte hij/zij ook de levensstijl en -kwaliteit van de bewoner te bevorderen.
Een typisch Nederlands voorbeeld van een gesamtkunstwerk is de Beurs van Berlage in Amsterdam. Berlage werkte hierin samen met Jan Toorop (tegeltableaus en muurschilderingen), Albert Verwey (verzen/kwatrijnen; algemene onderbouwing van de decoratie), Roland Holst (muurschilderingen), Antoon Derkinderen (glas-in-lood), Mendes da Costa (houtsnijwerk, meubilair), Lambertus Zijl (beeldhouwwerk). Berlage was naast het bouwkundig ontwerp tevens verantwoordelijk voor het meubilair, verlichting en stofferingsontwerpen. Een Duits voorbeeld van een gesamtkunstwerk is het Stadspaleis van Franz von Stuck in München.
Ook het Rijksmuseum in Amsterdam is door de bouwmeester Pierre Cuypers als een gesamtkunstwerk geconcipieerd, waarbij de door de kunstschilder Georg Sturm uitgevoerde wanddecoraties de architectonische vormgeving geheel completeerden.
Nog een ander typisch voorbeeld is Kasteel de Haar in Haarzuilens dat door bouwmeester Pierre Cuypers als één gesamtskunstwerk ontworpen en uitgevoerd is. Pierre Cuypers is naast architect ook verantwoordelijk geweest voor het ontwerpen van divers meubilair, kunstwerken en zelfs tafelservies en bestek. Samen met Hendrik Copijn, die verantwoordelijk was voor de architectuur van de omliggende stijltuinen en het landschapspark is Kasteel de Haar hét voorbeeld van een gesamtskunstwerk. 

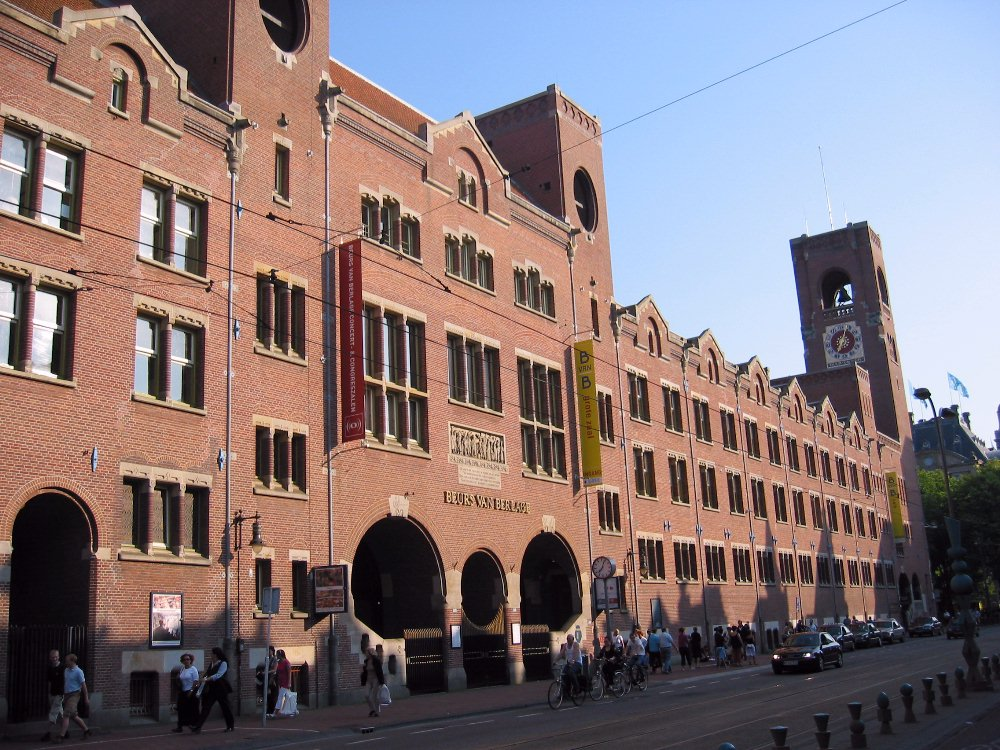
Beurs van Berlage, Amsterdam
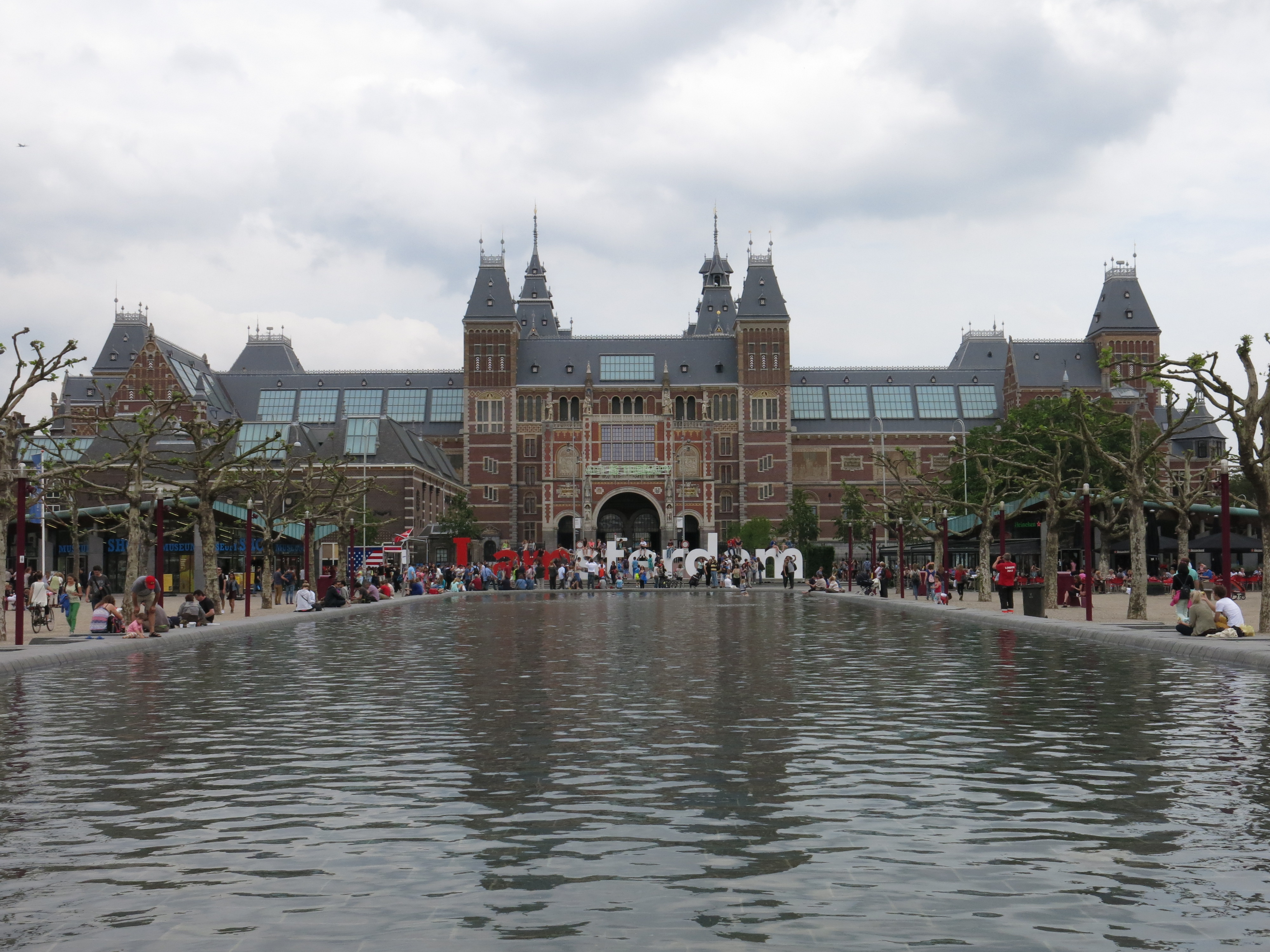
Rijksmuseum, Amsterdam
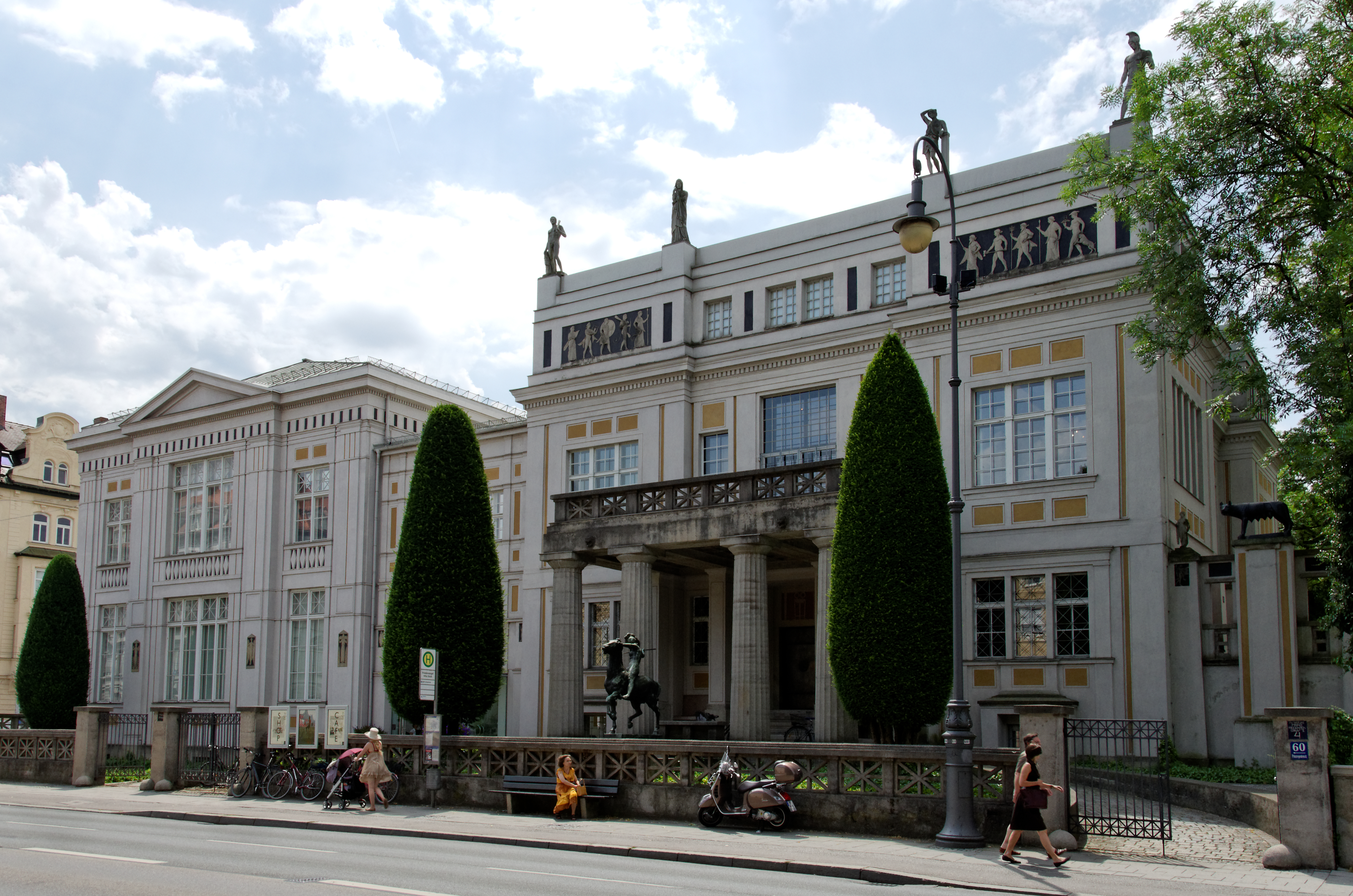
Villa Stuck, München
Kasteel de Haar, vlak bij Utrecht

## Tentoonstelling
Een door Harald Szeemann in 1983 in Zürich georganiseerde tentoonstelling heette Der Hang zum Gesamtkunstwerk en stelde een aantal voorbeelden aan het publiek voor, zoals de kathedraal Sagrada Família van Antoni Gaudí, de Monte Verità bij Ascona en Il Vittoriale degli Italiani aan het Gardameer. In de tentoonstelling werden Europese utopische concepten sinds 1800 gepresenteerd, die de kunst te buiten gingen en een bredere werking in de maatschappij nastreefden.

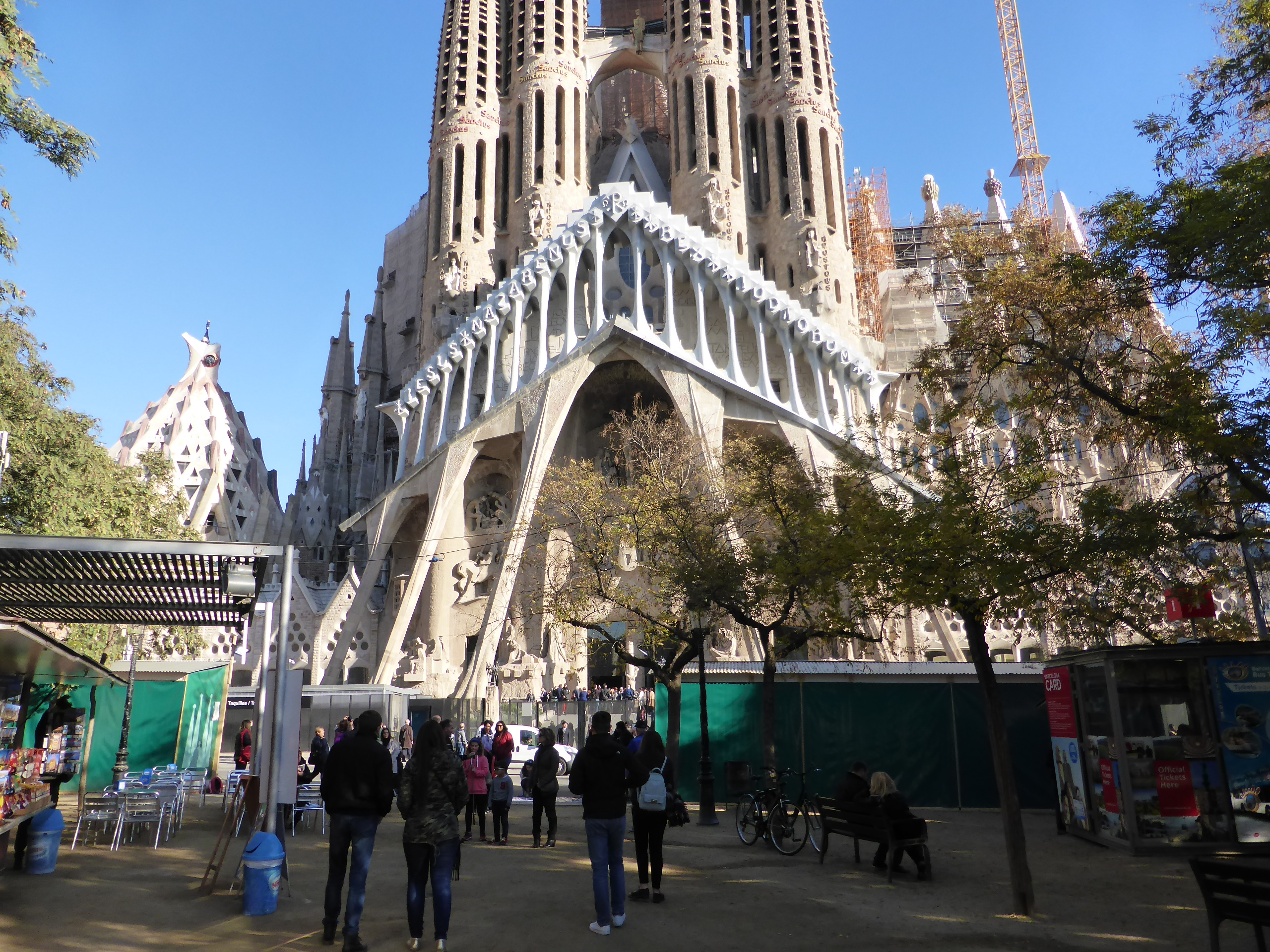
Sagrada Família
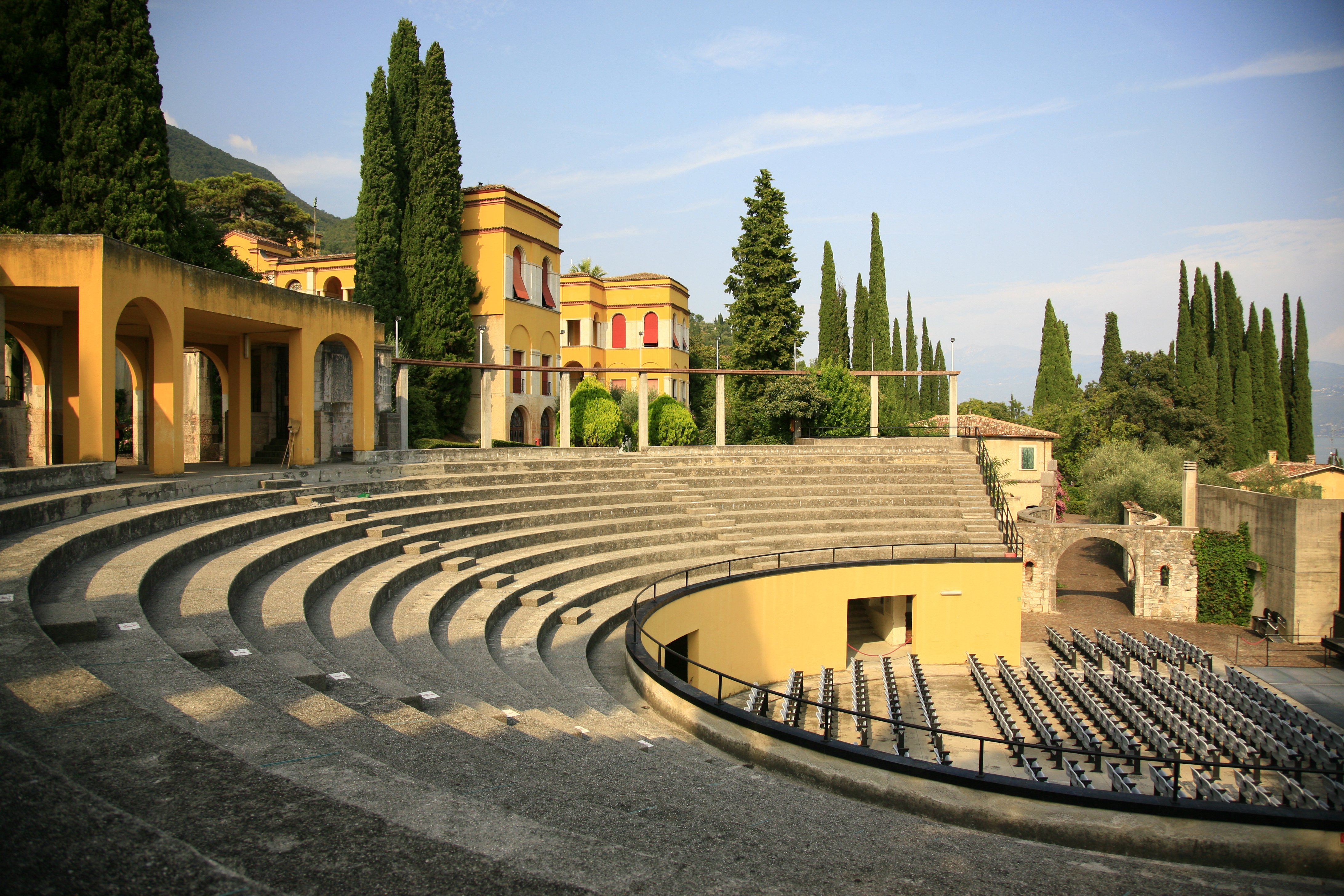
Il Vittoriale
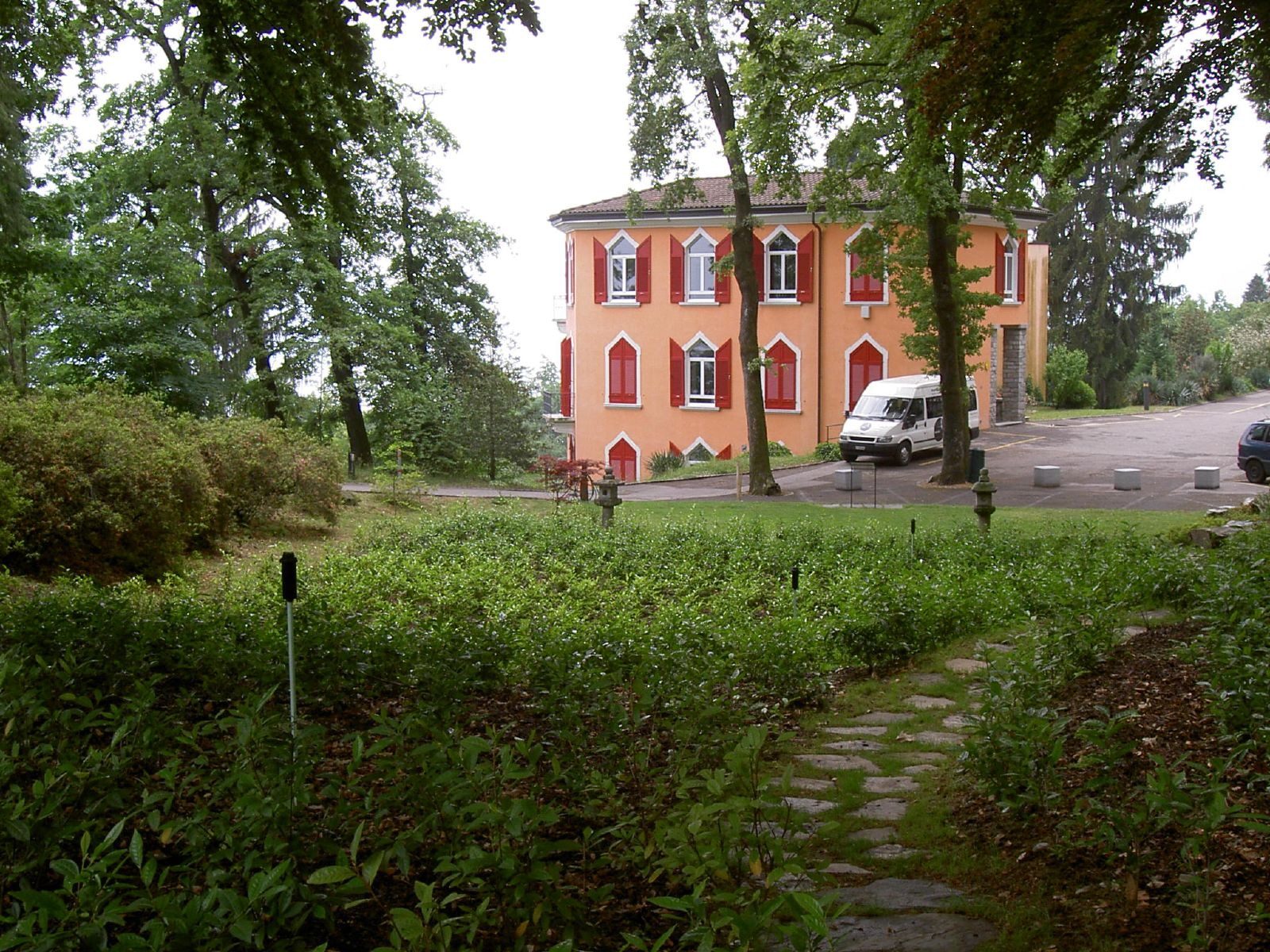
Monte Verità

## Zijdelings verwante begrippen
- Installatie (kunstwerk)